# Атьма (посёлок железнодорожного разъезда)
 Атьма  — поселок железнодорожного разъезда в Ромодановском районе Мордовии. Входит в состав Набережного сельского поселения. 

## География
Находится у железнодорожной линии Арзамас-Саранск  на расстоянии примерно 12 километров по прямой на север от районного центра поселка Ромоданово.

## История
Основан в 1893 году при строительстве Московско-Казанской железной дороги, назван по местной речке. 

## Население
Постоянное население составляло 30 человека (русские 100%) в 2002 году, 31 в 2010 году .